# Clermont (Thimister)
Pour les articles homonymes, voir Clermont.
Clermont ou Clermont-sur-Berwinne est une section de la commune belge de Thimister-Clermont située en Région wallonne dans la province de Liège.
C'était une commune à part entière avant la fusion des communes de 1977.
Elle fait partie de l'association qui regroupe les plus beaux villages de Wallonie et figure parmi les douze villages repris dans la brochure Villages de caractère éditée par la Province de Liège.

## Géographie

### Situation
Le village de Clermont se situe dans la partie sud-est du Pays de Herve. La chaussée Charlemagne (route nationale 3) passe à quelques hectomètres du centre de la localité. Les villages avoisinants sont Thimister, Froidthier et Henri-Chapelle (commune de Welkenraedt).

## Évolution démographique
- Sources : INS, Rem. : 1831 jusqu'en 1970 = recensements, 1976 = nombre d'habitants au 31 décembre.

## Patrimoine et culture

### Patrimoine architectural
Au centre du village, la place de la Halle regroupe de nombreuses constructions anciennes. Cette place pavée en légère déclivité est séparée par un étroit îlot gazonné sur presque toute sa longueur. Les principaux édifices bordant cette place sont :
- l'église dédiée à saint Jacques le Majeur occupant la partie haute de la place avec à sa gauche, le presbytère ;
- la maison Pirenne située au no 2, construite en cinq travées et deux niveaux avec baies à traverse et à meneau dans le style mosan au début du XVIIIe siècle[2] ;
- l'ancienne maison communale de style néo-mosan construite en 1888 par l'architecte Demany[3], traversée par un passage voûté et cintré et comprenant un double escalier d'entrée en perron et une échauguette ;
- plusieurs immeubles d'époques et de styles différents comme, par exemple ceux situés aux nos 21, 22, 31, 32, 34 et 39 ainsi que la maison du no 1 de la rue du Bac.

La place possède aussi un petit patrimoine constitué par une pompe à eau en pierre calcaire, une fontaine avec bac en pierre, un crucifix en fonte peint en blanc et une niche en pierre bleue abritant une Vierge à l'enfant.
À proximité immédiate de la place de la Halle, une ferme d'origine du XVIIe siècle en brique et pierre de taille se situe au Thier, no 2.
À côté de l'église, au no 4 de la rue du Bac, les imposants bâtiments de la ferme du Château de Clermont datés de 1635 comprennent, entre autres, un porche d'entrée et une tourelle ronde en moellons de grès.

#### Classement
L'église Saint-Jacques-le-Majeur, le mur de soutènement du cimetière entourant l'église, l'ancienne maison communale (façades, toitures, perron), la façade avant, pignon et toitures de la maison sise place de la Halle, 34 ainsi que l'ensemble formé par la place de la Halle sont repris sur la liste du patrimoine immobilier classé de Thimister-Clermont.

## Galerie

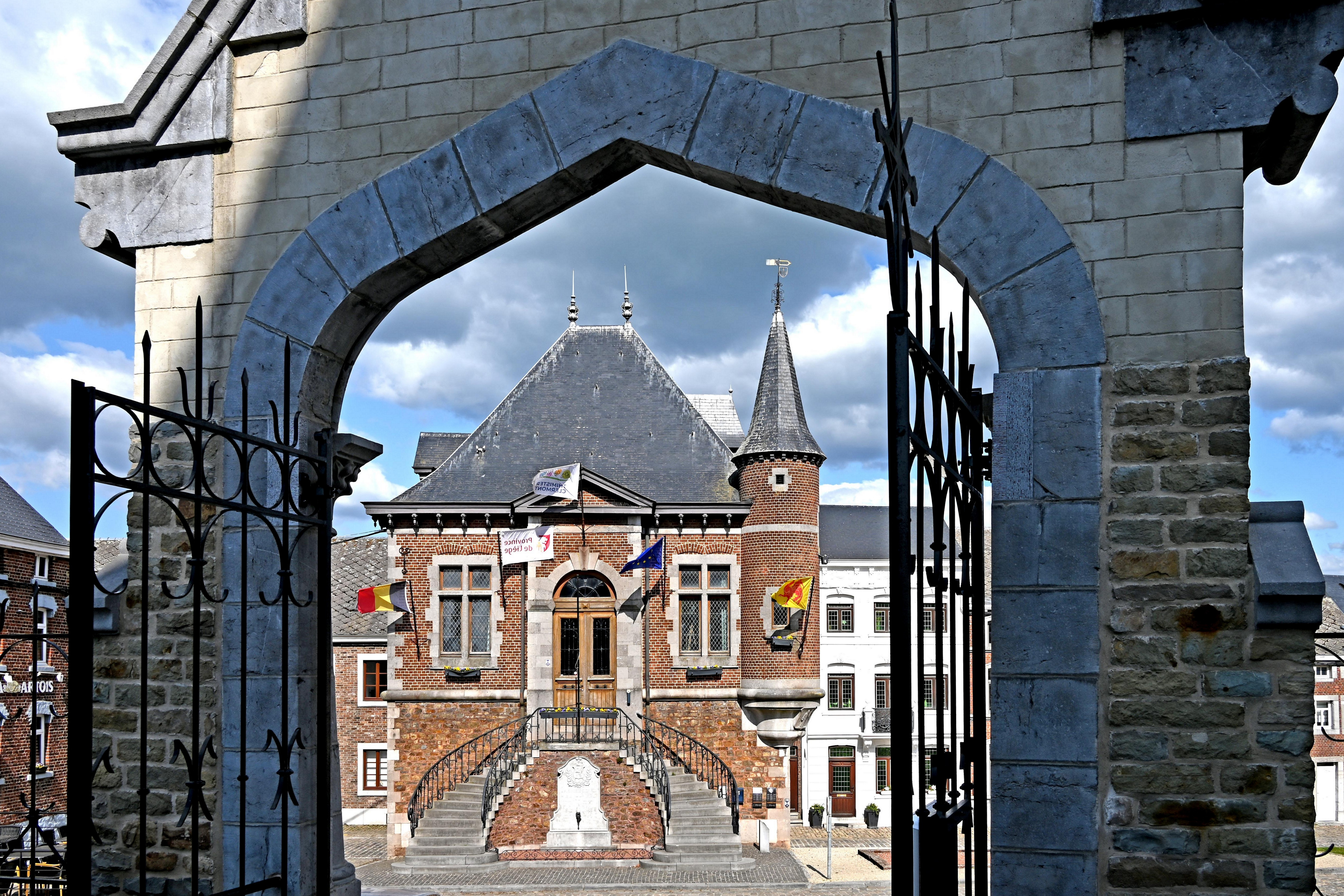
Hôtel de ville
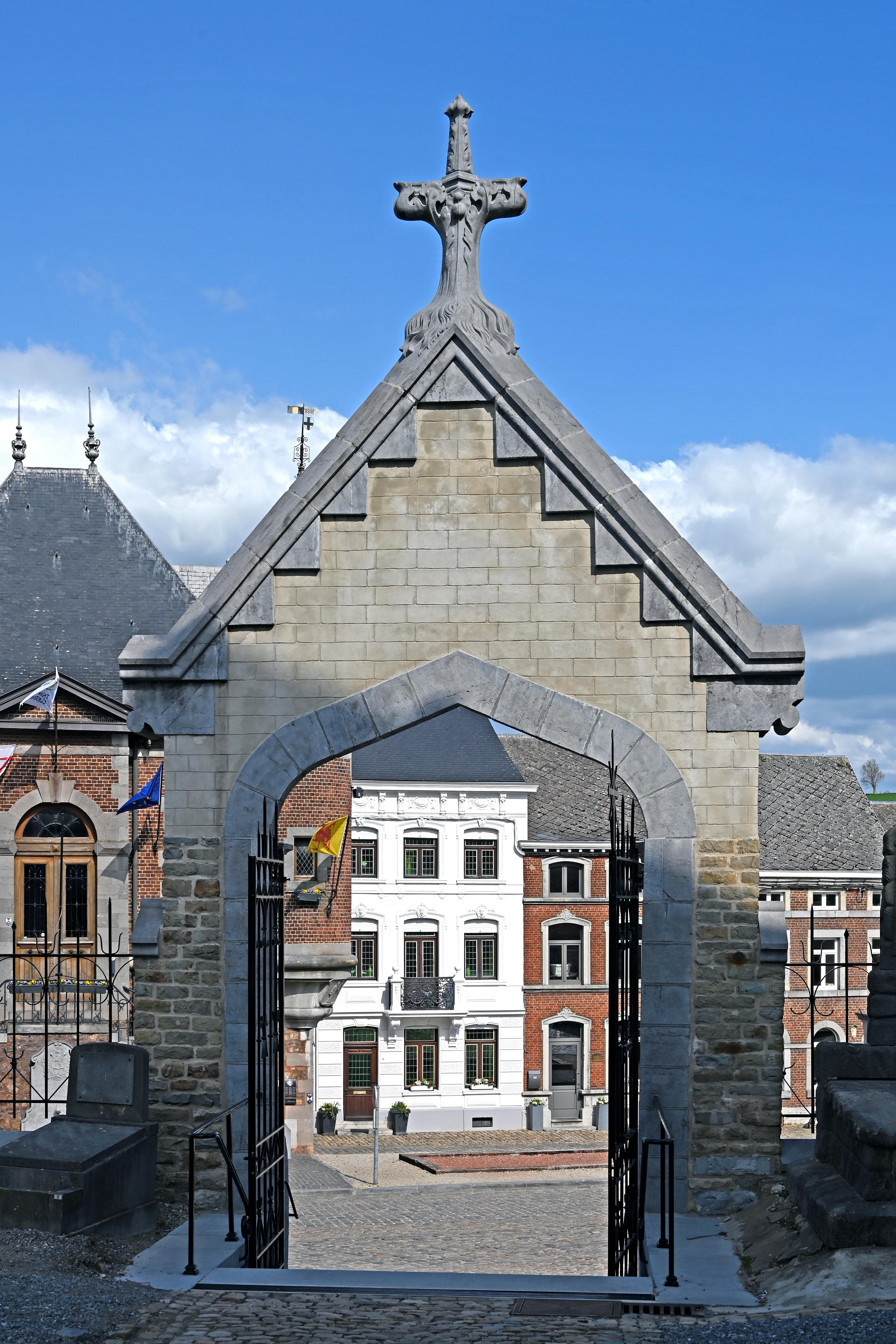
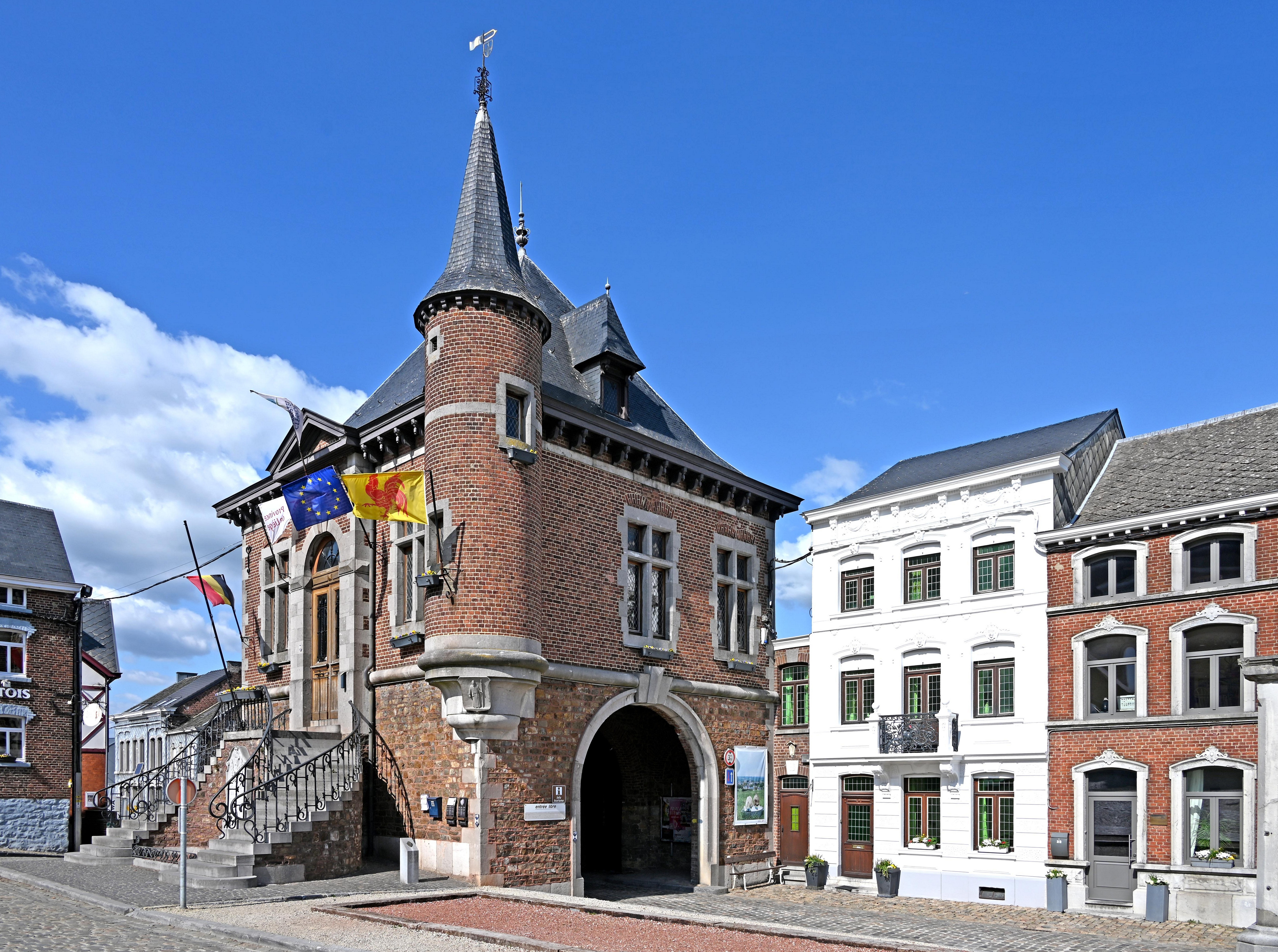
Place de la Halle
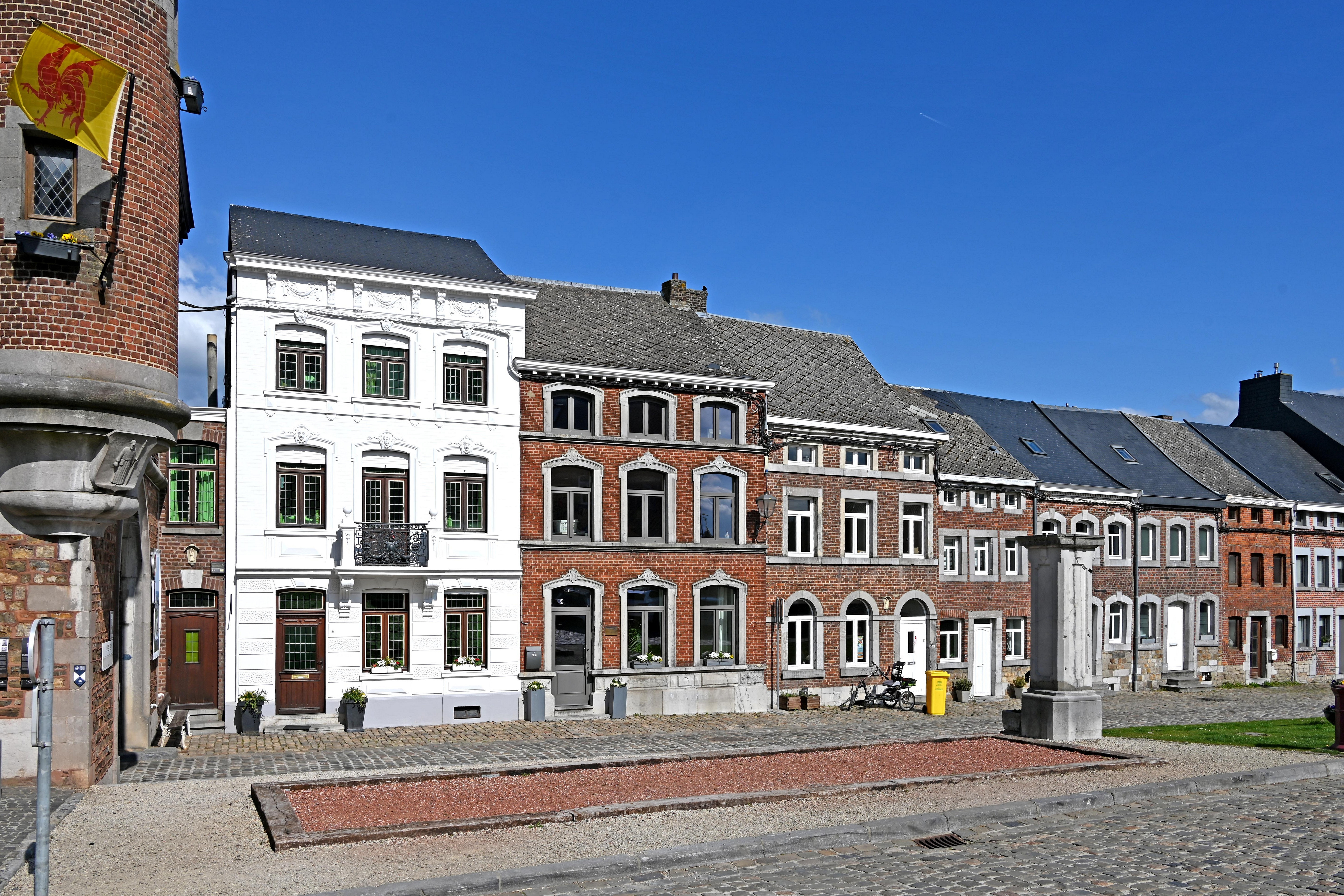
Maisons typiques
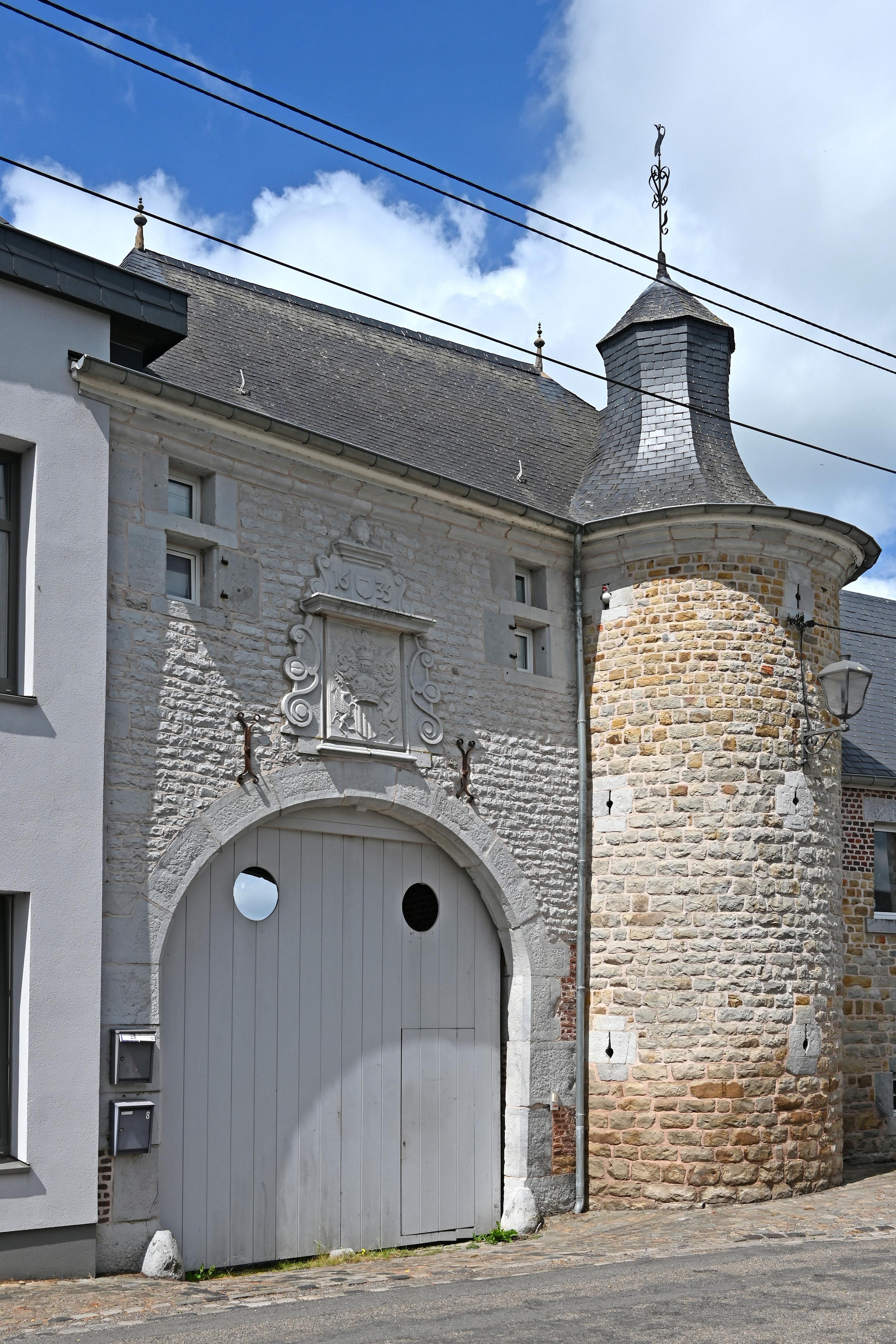
Château
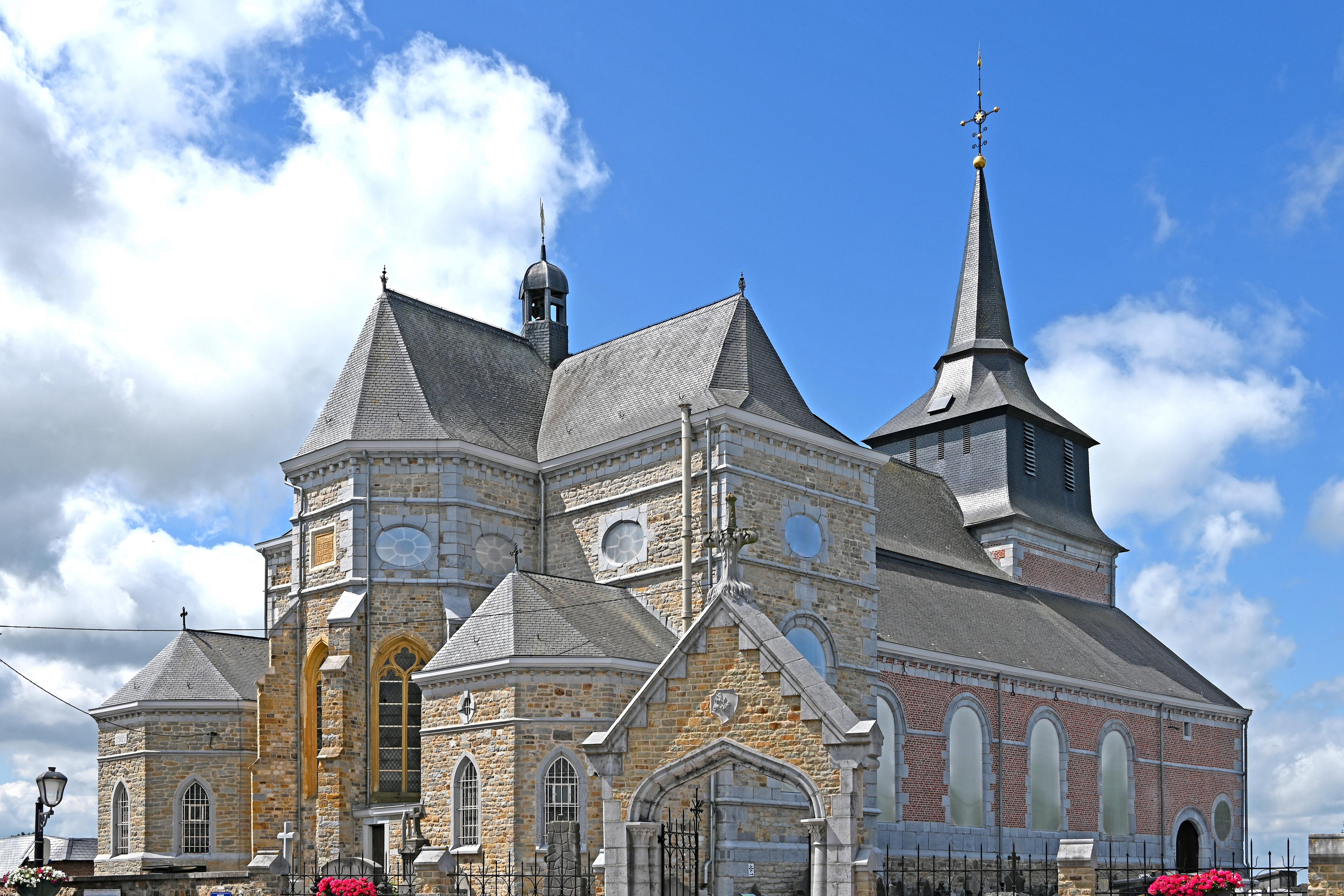
Saint-Jacques-le-Majeur
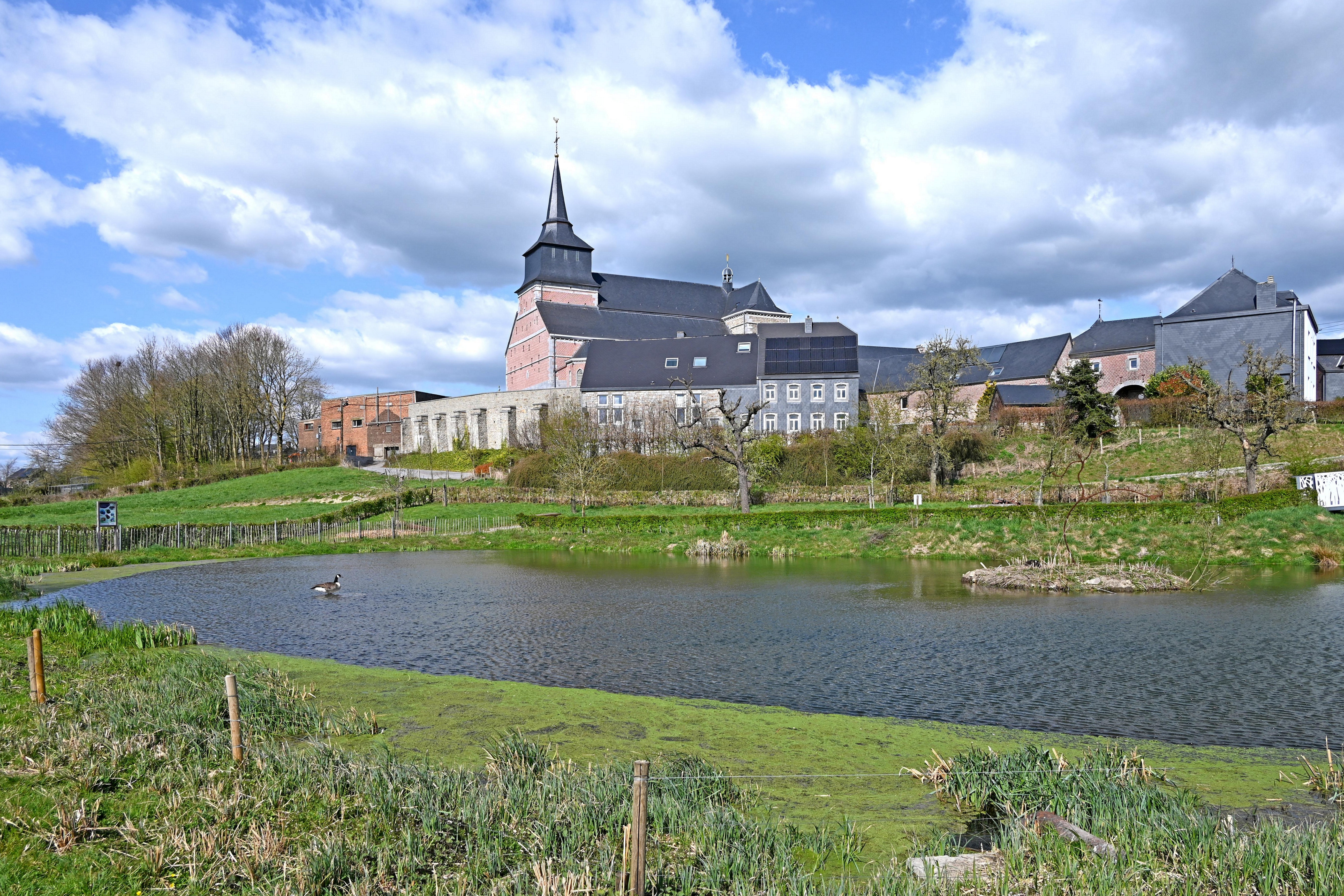
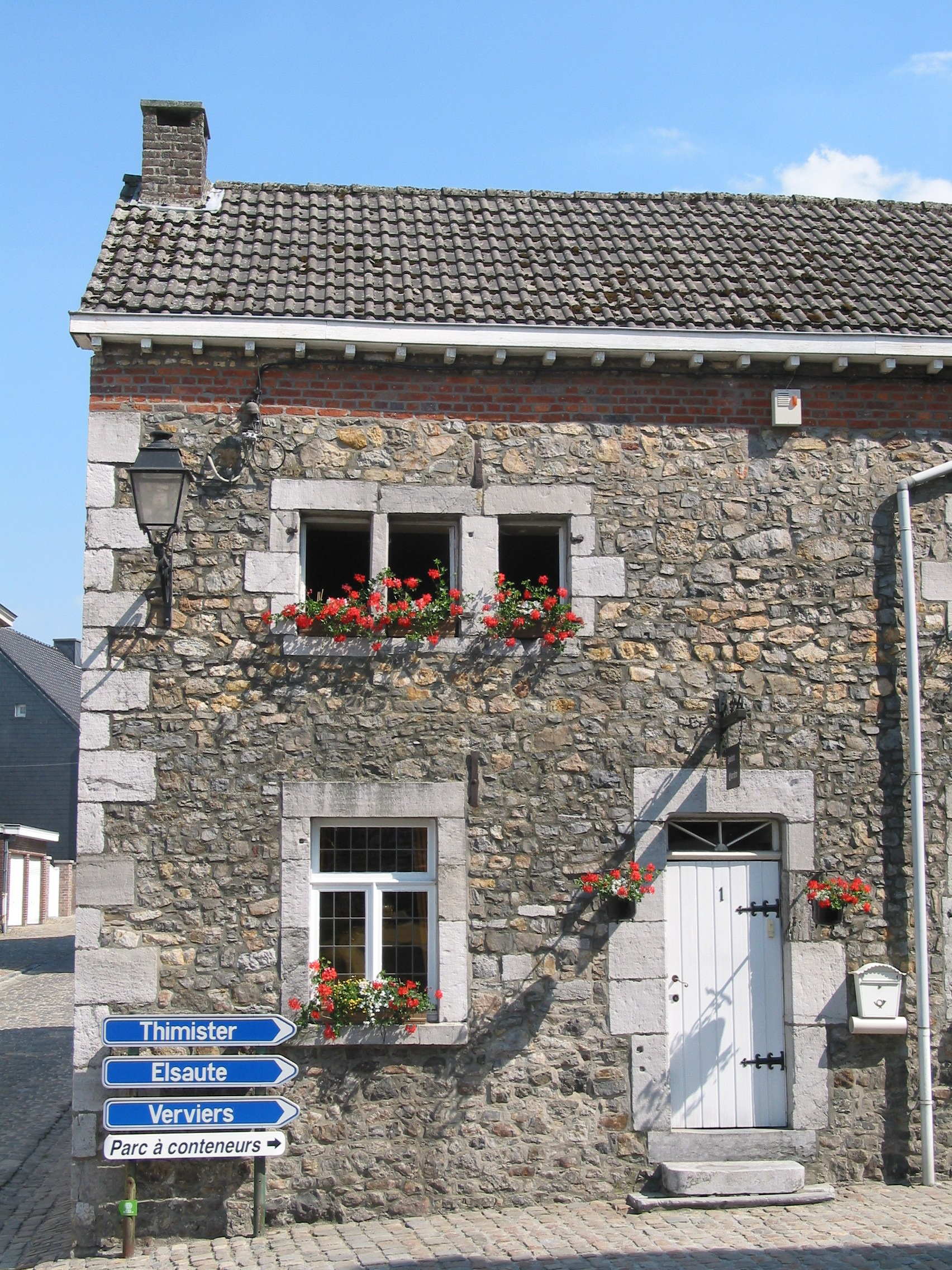
Rue du Bac, 1
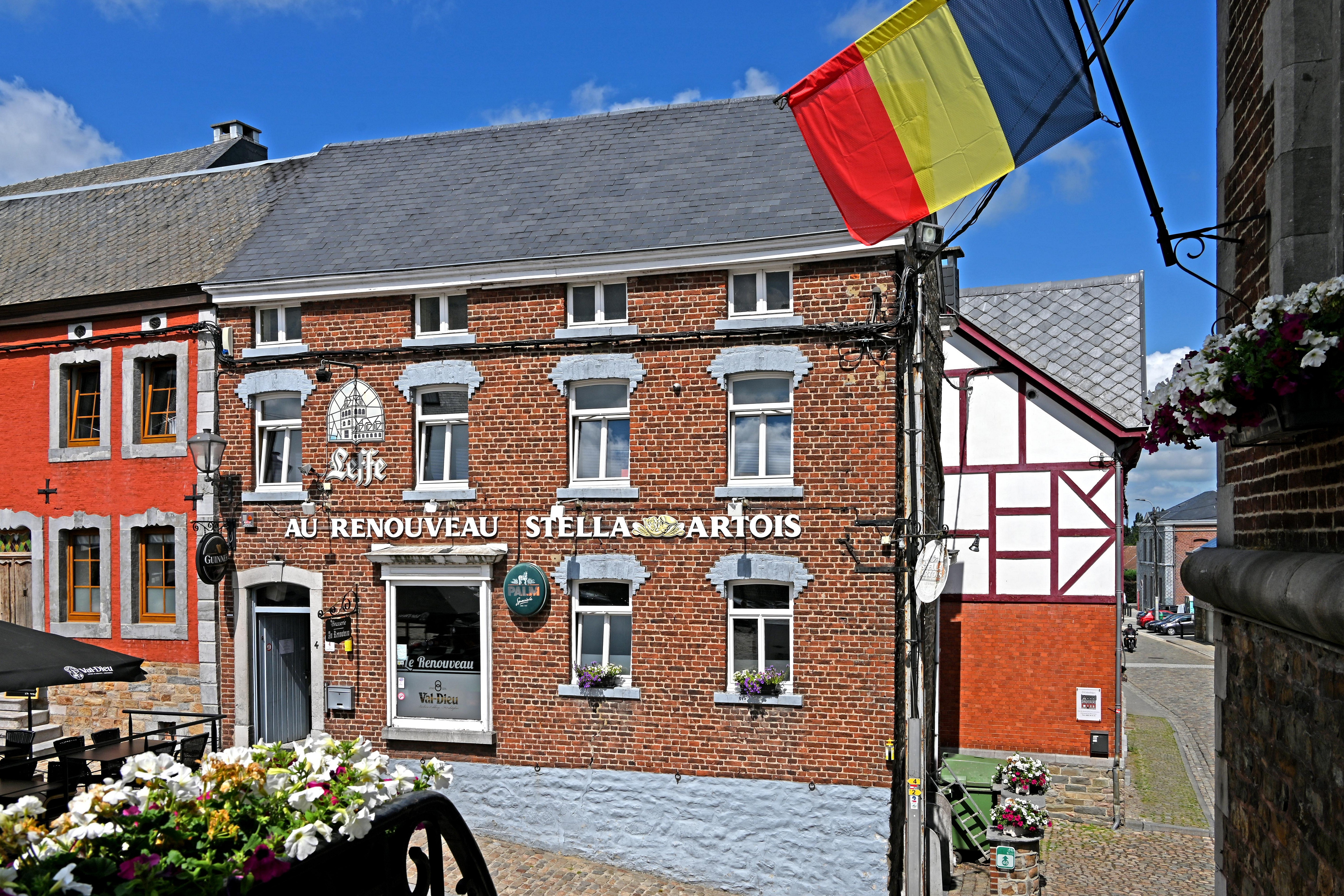
Place de la Halle 4
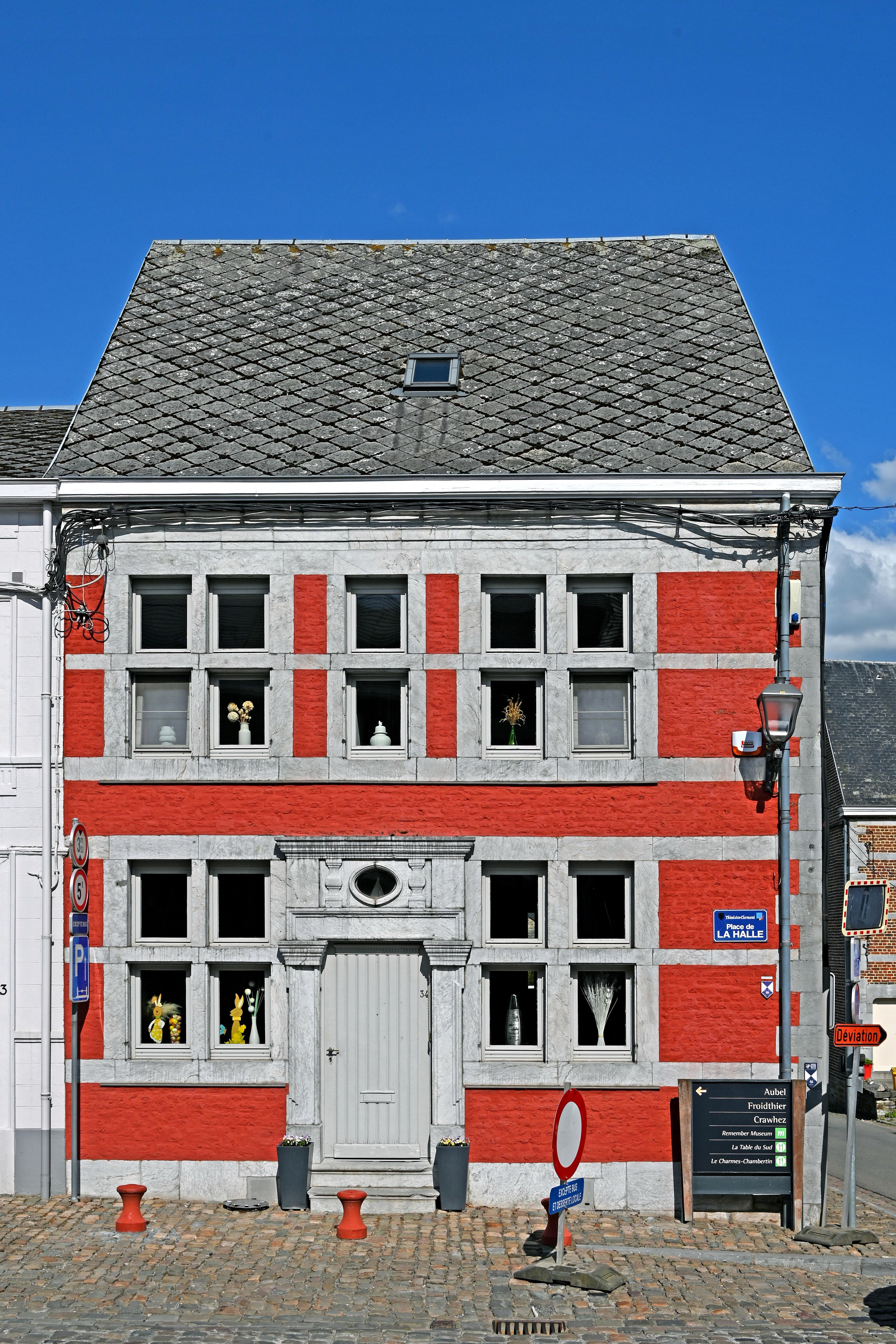
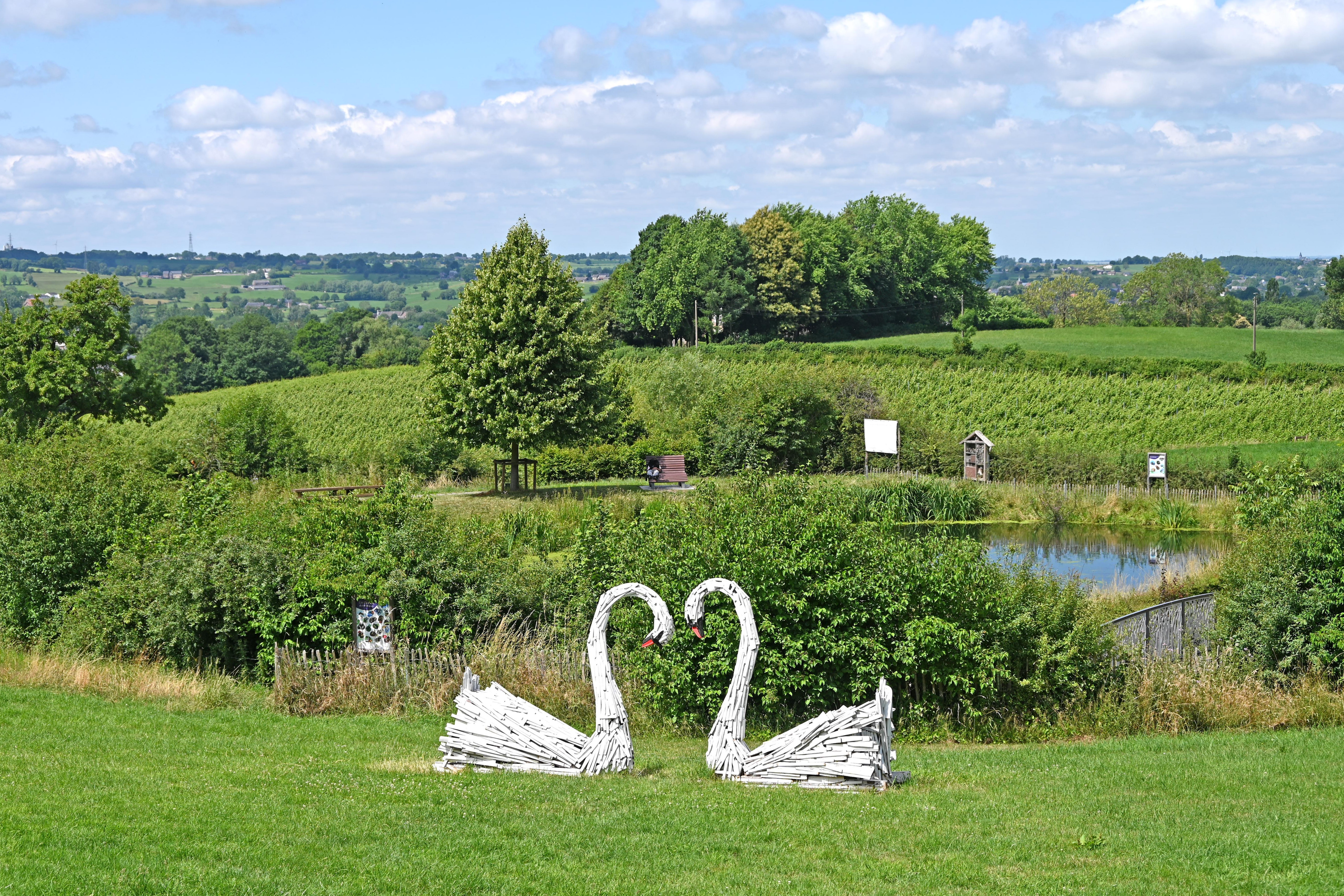

## Personnalités
Martin Rutten (1876-1944) : gouverneur général du Congo belge né à Clermont.